# 南田洋子
南田 洋子（みなみだ ようこ、本名：加藤 洋子、旧姓：北田、1933年〈昭和8年〉3月1日 - 2009年〈平成21年〉10月21日）は、日本の女優。東京市芝区（現：東京都港区）三田出身。文化学院文学科卒業。身長155cm。
夫は長門裕之。義弟に津川雅彦、義妹に朝丘雪路、夫の姪に真由子、甥に北田陽一郎、従兄弟の娘に山田よう子。

## 来歴・人物

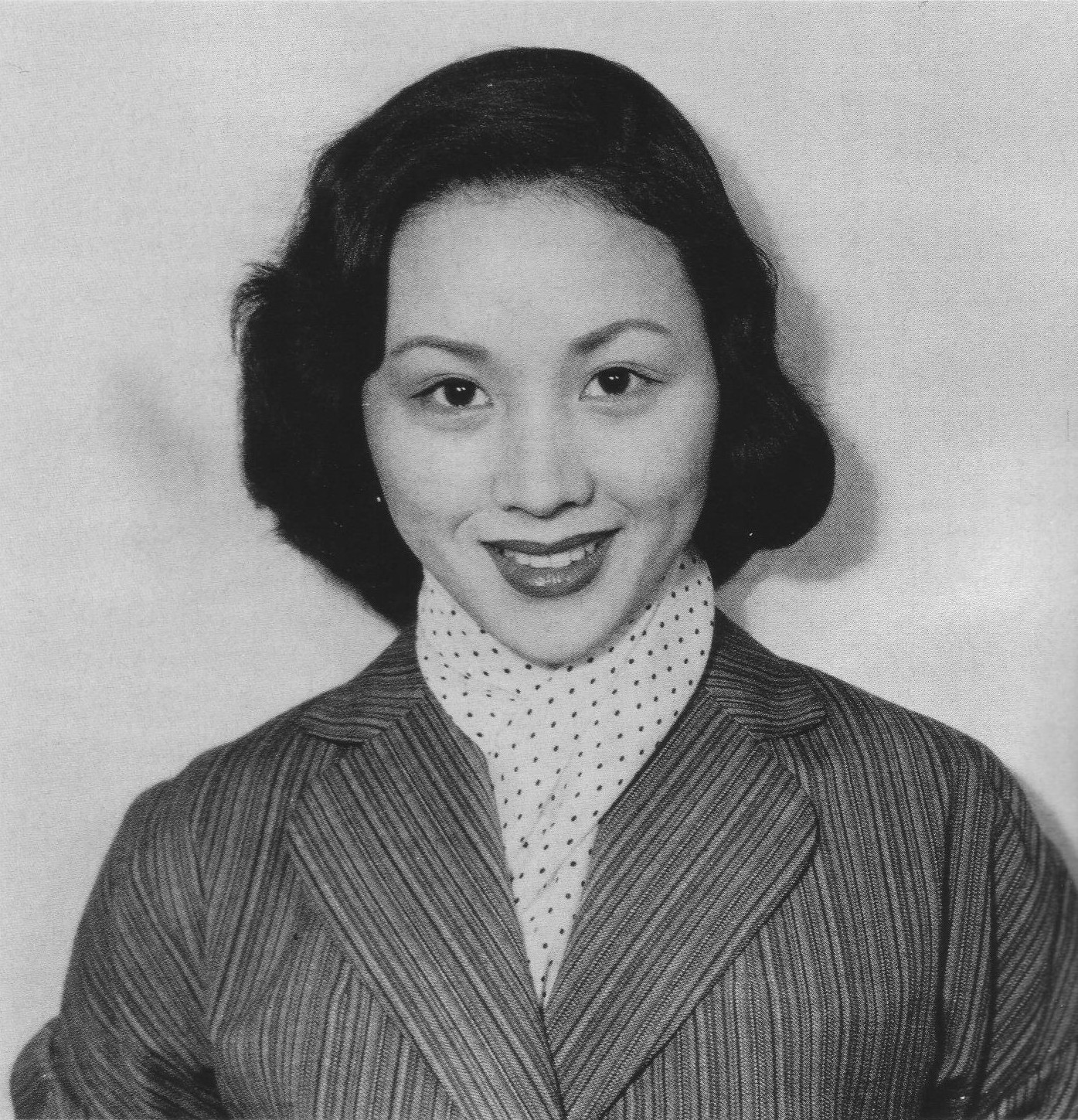
1954年

東京市芝区三田に米穀商の娘として生まれる。母親の北田とみ子（旧姓：山田とみ子）は日本舞踊の師匠をしていた。終戦後、茨城県土浦市に移り、1949年（昭和24年）、茨城県土浦第一高等女学校（現：つくば国際大学高等学校）を卒業後、16歳で単身上京し、（1952年（昭和27年）文化学院卒業）。水谷八重子に弟子入りする。1951年（昭和26年）大映5期ニューフェイスとして入社。同期に若尾文子がいた。翌1952年（昭和27年）の『美女と盗賊』で映画デビュー。
1953年、若尾文子と共演した『十代の性典』が大ヒット。好評によってシリーズ化され、「性典スター」と呼ばれた。
1955年、大映から日活に移籍。日活の常務の進言により、芥川賞を受賞した話題作『太陽の季節』が映画化されて長門裕之とともに主演し、こちらも大ヒット。名実ともに日活の看板スターとなった。
1957年の『幕末太陽傳』では左幸子と共演して話題となった。
1961年、長門と結婚。
1963年（昭和38年）、『サムライの子』でブルーリボン助演女優賞を受賞。同年、『おかしな奴』でホワイト・ブロンズ賞女優賞受賞。
1964年（昭和39年）、長門とともに「人間プロダクション」を設立。太田博之、島かおりなどを育てると同時にドラマ制作にも乗り出す。この時期よりテレビドラマへの出演も多くなり、NHKの『紀ノ川』（1965年）で「日本放送作家協会女性演技賞」を受賞。
1970年、NHK連続テレビ小説「虹」でヒロインを務める。数少ない放送開始時点で既婚者だった女優である。
また、女優としての活動以外にも長門と2人で『ミュージックフェア』の司会を1965年（昭和40年）から約16年間、京都放送の交通遺児募金キャンペーン『かたつむり大作戦』のメインパーソナリティーを20年以上、それぞれ担当。1978年（昭和53年）10月から1979年（昭和54年）9月までの約1年間、病気で降板したうつみ宮土理の後を継いで『クイズダービー』の4代目2枠レギュラー解答者としても出演する。その他、多くのバラエティ番組やCM、ドラマなどへ出演しており、おしどり夫婦のイメージのもとに最晩年まで多彩な活動をしていた。
十数年ごとの自宅建て替えの際は南田が自ら図面を引いていた。建て替えのたびに、建設費用の高額さと建て替えまでの期間の短さがワイドショーで取り上げられている。長門は「まだ住めるのに」とインタビューで不満を漏らすことがあったが、「洋子の趣味だから仕方ない」と許容する度量を見せている。
1998年（平成10年）には、舅・沢村國太郎の介護の経験を中心に綴った『介護のあのとき』を出版し評判となる。2004年（平成16年）頃から認知症の症状が表れ始め、ドラマや映画の台詞が覚えられなくなるほど悪化。2006年（平成18年）に芸能活動をひっそりと引退。専門医によりアルツハイマー病との診断が下された。その後、長門が雑誌などで南田が引退したことをそれとなく語っていたが、やがて女性週刊誌などが南田の病状について報道し出す。2008年（平成20年）、長門が『徹子の部屋』へゲスト出演した際に、夫婦共々深い親交がある黒柳徹子へ南田が認知症で要介護状態であること打ち明け、南田の病状を初めて公表。同年には『報道発 ドキュメンタリ宣言』の第1回放送（2008年11月3日）で長門との闘病の模様が放送され、高視聴率を記録するなど、大きな反響を呼んだ。
2009年（平成21年）4月1日、意識混濁状態となり救急車で都内の病院に緊急入院（同月18日に退院）。長門は記者会見で「混濁した中でも、僕を一瞬認めて笑った気がします」と涙を浮かべながらも気丈に、南田の状況についてコメントした。翌5月には長門著『待ってくれ、洋子』（主婦と生活社）が出版された。同年10月9日放送の『中居正広の金曜日のスマたちへ』で長門夫妻を取り上げた際には、取材VTRの中で、車椅子姿の南田が顔なじみのスタッフにねぎらいの言葉を掛ける一幕もあった。その取材映像が南田洋子の生涯最後の公の映像となった。
2009年（平成21年）10月17日に自宅で倒れ、クモ膜下出血との診断を受けて病院に再入院。危篤状況が続いていたが、意識が戻らず、同10月21日に東京都文京区の順天堂大学医学部附属順天堂医院で死去した。76歳だった。
夫の長門は明治座で舞台公演の仕事があったために、南田の最期を看取ることはできず、10月21日の夜に「さよならも言わずに……この世を去りました……」と悲しみの記者会見を執り行った。なお南田の葬儀は、長門の公演が終了した10月29日に通夜、翌10月30日に告別式が港区の増上寺で営まれ、長門が喪主を務めた。遺体は品川区の桐ヶ谷斎場で荼毘に付された。法名は「華徳院釈尼洋愛（けとくいんしゃくにようあい）」。葬儀では萩本欽一、自身の監督作品に連続起用していた大林宣彦、萬田久子が弔辞を読んだ。
テレビドラマの遺作は2006年に日本テレビで放送された『戦国自衛隊・関ヶ原の戦い』、映画作品の遺作は2007年8月18日に公開された『22才の別れ Lycoris 葉見ず花見ず物語』。南田の死から約1年半が経った2011年（平成23年）5月21日に、夫の長門も脳出血でこの世を去った。

## 逸話
- 1958年1月15日、第2回日本映画見本市に出席のため、アメリカのニューヨークへ出発。当時はまだ海外渡航自由化の前で、貴重なニューヨーク訪問となった。
- 中央競馬の名牝で、1987年、1988年のJRA賞最優秀5歳以上牝馬であるダイナアクトレスの共同馬主の1人であった。ダイナアクトレスの馬名は南田に由来している。
- 1967年4月に行われた東京都知事選挙では、夫の長門裕之とともに美濃部亮吉の推薦人に名を連ねた[11]。
- 1971年4月に行われた東京都知事選挙でも美濃部を応援。長門とともに選挙公報に記された支持者一覧に名を連ねた[12]。

## 出演

### 映画
- 十代の性典（1953年、大映）
- 近松物語（1954年、大映） - お玉 役
- お嬢さん先生（1955年、大映） - 小宮山信子 役[13][14]
- 薔薇いくたびか（1955年、大映） - 松島光子 役
- 楊貴妃（1955年、大映） - 紅桃 役
- ジャズ・オン・パレード 1956年 裏町のお転婆娘（1956年、日活）
- 太陽の季節（1956年、日活） - 武田英子 役
- 飢える魂（1956年、日活） - 芝令子 役
- わが町（1956年、日活） - お鶴＆君枝 役（一人二役）
- 幕末太陽傳（1957年、日活） - 女郎・こはる 役
- 素足の娘（1957年、日活）- 桃代 役
- 美徳のよろめき（1957年、日活） - 女優のような女 役
- 影なき声（1958年、日活） - 小谷朝子 役
- 今日に生きる（1959年、日活） - 山田節子 役
- 二連銃の鉄（1959年、日活）
- ゆがんだ月（1959年、日活）
- 海は狂っている（1959年、日活）‐クラブの女、春子[15]
- 南国土佐を後にして（1959年、日活） - はま子 役
- 男が命を賭ける時（1959年、日活）
- やくざの詩（1960年、日活） - 北野由美 役
- 地図のない町 （1960年、日活） - 小室加代子 役[16][17]
- 大草原の渡り鳥（1960年、日活） - 和枝 役
- 拳銃無頼帖 明日なき男（1960年、日活） - スミ役
- 海の情事に賭けろ（1960年）
- 東京騎士隊 (1961年)
- 俺の血が騒ぐ（1961年、日活）
- 豚と軍艦（1961年、日活） - 勝代 役
- 散弾銃の男（1961年、日活） - 春江 役
- ろくでなし稼業（1961年、日活） - 原田ユリ 役[18]
- 赤い荒野（1961年、日活） - 矢崎咲江 役[18]
- サムライの子（1963年、日活）- ユミの義母・やす 役
- 俺の背中に陽が当る（1963年、日活）- 幸子 役
- 伊豆の踊子（1963年、日活） - お咲 役
- 青い山脈（1963年、日活） - 梅太郎 役
- 競輪上人行状記（1963年、日活） - みの子 役
- おかしな奴（1963年、東映） - 春藤ふじ子 役
- 次郎長三国志 甲州路殴り込み（1965年、東映） - お園 役
- 続・拝啓天皇陛下様（1964年、松竹） - 美理 役
- ジャコ萬と鉄（1964年、東映） - マサ 役
- ならず者（1964年、東映） - 安富秋子 役
- 日本侠客伝（1964年、東映） - 粂次 役
- 河内ぞろ 喧嘩軍鶏（1964年、日活） - お沢 役
- いれずみ判官（1965年、東映） - おしの・小春 役
- 色ごと師春団治（1965年、東映） - おたま 役
- この声なき叫び（1965年、松竹） - 松浦時枝 役
- 地獄の掟に明日はない（1966年、東映） - あけみ 役
- 智恵子抄（1967年、松竹） - 椿和子 役
- 博徒百人 任侠道（1969年、日活） - 小新 役
- 樺太1945年夏 氷雪の門（1974年、東映洋画部） - 安川房枝 役
- 花の高2トリオ 初恋時代（1975年、東宝） - 矢沢恵子 役
- 日本の仁義（1977年、東映） - 豊子 役
- ハウス（1977年、東宝） - 羽臼香麗 役
- ふりむけば愛（1978年、東宝） - 大河内トミ 役
- ねらわれた学園（1981年、東宝） - 関耕児の母 役（遺影写真）
- 零戦燃ゆ（1984年、東宝） - 浜田イネ 役
- 星の牧場（1987年、東映クラシックフィルム） - 牧場主の妻 役
- この愛の物語（1987年、松竹）[19] - 立花の母 役
- リメインズ 美しき勇者たち（1990年、松竹） - キヨ 役
- 雪のコンチェルト（1991年、松竹）
- 極道の妻たち 危険な賭け（1996年、東映） - 杉岡武子 役
- 理由（2004年、アスミック・エース） - 石田キヌ江 役
- ひいろ（2007年、スターキャット・エンタープライズ） - 加藤せつ 役 ※生涯最後の主演作
- 22才の別れ Lycoris 葉見ず花見ず物語（2007年、	角川ヘラルド映画） - 田辺恭子 役 ※映画作品の遺作

### テレビドラマ
NHK総合
- 横堀川（1966年） - 多加 役
- 連続テレビ小説
  - 虹（1970年） - 三谷かな子 役
  - よーいドン（1982年 - 1983年） - 時田せい 役
  - わかば（2004年 - 2005年） - 村上のぶ
- 風の隼人（1979年 - 1980年） - 由羅
- 御宿かわせみ（1980年） - お柳 役
- いのち燃ゆ（1981年） - 小松屋おこう 役
- 宮本武蔵（1984年 - 1985年） - さわ 役
- ドリーム〜90日で1億円〜（2004年） - 大河内しのぶ

日本テレビ
- 夜のグランド劇場
  - 愛の夜明け（1969年）
- ホームスイートホーム（1982年） - 大島信子 役
- 花咲け花子（1983年）
- セーラー服反逆同盟（1986年） - 椎名梢の母 役
- 白虎隊（1986年） - 間瀬まつ 役
- 樅の木は残った（1990年） - 塩沢たつ 役
- 火曜サスペンス劇場
  - 母の誘拐（1984年1月） - 園井祐子 役
  - 「情状鑑定人」（1988年9月）
  - 1989年6月の花嫁シリーズ3「ウエディングベルが聞こえる」（1989年6月17日）
  - 「小京都ミステリー14」（1995年） - 中易孝子 役
  - 「小京都ミステリー23」（1998年） - 富田ハナ 役
  - 「ひとことの罪」（1999年） - 八代ノブ 役
  - 「弁護士・朝日岳之助21」（2004年） - 新山絹代 役
  - 「北ホテル1」（2004年） - 朝倉冬美 役
- 風林火山（1992年） - お福 役
- 江戸の用心棒 第1シリーズ 第11話「天高く死者訪れる秋」（1994年） - 八重 役※夫・長門裕之と共演
- ゴールデンボウル（2002年） - 風間順子 役
- ナースマン（2004年） - 進藤きよ役
- ごくせん（2005年2月26日） - 松原理事 役
- おとなの夏休み（2005年） - 蔵田ふね 役
- 戦国自衛隊・関ヶ原の戦い（2006年） - おせつ 役※共演シーンはないが夫・長門裕之、義弟・津川雅彦と共に出演。テレビドラマ遺作

TBS
- 東芝日曜劇場
  - 「花嫁の父となりぬ」（1958年）
  - 「土曜と月曜の間」（1964年）
- 赤い衝撃（1976年 - 1977年） - 新田文子 役
- ひまわりの歌（1982年1月15日）
- スチュワーデス物語（1983年12月20日） - 村沢冬子 役
- 織田信長（1989年） - お市の侍女 役
- 天までとどけ 1 - 3（1991年 - 1994年） - 是枝マキ 役
- デパート!夏物語（1991年）
- 水戸黄門
  - 第25部 第33話「姑ふたりの嫁いびり・角館」（1997年） - 稲村志乃 役
  - 第34部 第15話「姑から逃げた嫁の秘密・新庄」（2005年） - 松代 役
- 月曜ミステリー劇場
  - 「外科医零子」（2001年） - 水色加奈子 役
  - 「おばさん会長・紫の犯罪清掃日記 ゴミは殺しを知っている」（2003年） - 小野寺雪子 役
- 水曜プレミア
  - 「怒る相談室長 大岡多聞の事件日誌!」（2005年） - 浅野静江 役

フジテレビ
- 無法松の一生（1964年） - 吉岡良子 役
- 若者たち（1966年）
- 石狩平野（1968年）
- 銭形平次
  - 第598話「万七忘れな草」（1977年）
- 土曜ナナハン学園危機一髪「グッバイ・ミュージック・メイト」（1980年9月27日） - エメレンチアナ 役
- 嫁がず、出もどり、小姑（1981 ‐ 1982年） - 円城寺絹代 役
- 青春オーロラ・スピン スワンの涙（1989年） - 川端先生 役
- お江戸捕物日記 照姫七変化 第5話「狙われた女スリ!」（1990年）
- 妻たちの劇場「泣きっ面に姑II」（1991年6月 - 7月）
- 鬼平犯科帳（1995年） - おかね 役
- 金曜エンタテイメント
  - 「お局探偵亜木子&みどりの旅情事件帳」（1997年） - 小池朝子 役
  - 「着物デザイナー 黛涼子の推理紀行」（2002年） - 間宮佳代 役
  - 「浅見光彦シリーズ」（2003年） - 結城綾乃 役

テレビ朝日（旧NET）
- 続・氷点（1971年 - 1972年） - 辻口夏枝 役
- 野菊の墓（1977年） - 斉藤ふき 役
- 浮浪雲 第20回（1978年） - しづ
- 家族ゲーム（1982年・1984年） - 沼田妙子 役
- 月曜ワイド劇場「金属バット殺人事件」（1985年） - 高橋静子 役
- 若大将天下ご免! 第33話「人斬り小太郎封印破り」（1987年） - お万 役
- ニュータウン仮分署（1988年） - 佐藤めぐみ役
- 暴れん坊将軍III 第83話（SP）「危うし将軍の座!吉宗試練の目安箱」（1989年） - 姉小路 役
- 名奉行 遠山の金さん
  - 第2シリーズ 第20話「（秘）大奥の女殺人者」（1989年） - 秋橋 役
  - 第7シリーズ 第15話「肝っ玉母さんと邪教の女」（1996年） - おたね 役
- はぐれ刑事純情派 第4シリーズ 第17話「湯煙り北陸路安浦刑事の婚前旅行!?」（1991年） ‐ 吉敷純江 役
- セールスレディは何を見た（1993年） - 松井晴江 役
- 子連れ狼 (北大路欣也版)（2003年） - おしげ 役
- 新・京都迷宮案内2時間スペシャル（2005年） - 木村妙子 役
- 土曜ワイド劇場
  - 「家政婦は見た!」（1989年） - 種村サダ 役
  - 「タクシードライバーの推理日誌」（1994年） - 若宮承子 役
  - 「温泉若おかみの殺人推理」（1994年 - 1995年） - 女将 役
  - 「探偵事務所」（1996年） - 勝山華子 役
  - 「警視庁女性捜査班」（1999年 - 2003年） - 坂本公子 役
  - 「家政婦は見た!21」（2003年） - 中島春子 役
  - 「仮釈放の女」（2005年）

テレビ東京
- 月曜・女のサスペンス「笛吹けば人が死ぬ」（1989年4月） - 絵奈 役
- 付き馬屋おえん事件帳 第1シリーズ 第12話「過去から来た女」（1990年） - 丁子屋の女将 役
- 北朝鮮拉致・めぐみ、お母さんがきっと助けてあげる（2003年） - 蓮池ハツイ 役
- 上を向いて歩こう〜坂本九物語〜（2005年） - 大島せい 役
- 女と愛とミステリー
  - 「春子の潜入記1」（2005年） - 佐伯節子 役

毎日放送
- 竜馬がゆく（1965年）
- カツドウ屋一代（1968年）
- 雪姫隠密道中記 第4話「狸の又平 槍の仇討・唐津」（1980年） - おとせ 役

ABCテレビ
- 助け人走る 第35話「危機大依頼」（1974年） - おきぬ 役
- 暗闇仕留人 第13話「自滅して候」（1974年） - 中根ちづ 役
- 土曜ワイド劇場
  - 「ラーメン刑事「龍」の殺人推理5」（2005年） - 坂上静子

関西テレビ
- 大奥（1968年） - お琴 役
- 徳川おんな絵巻（1971年） - 中野竹子 役
- 裸の大将 第49話「僕にはお化けが見えるので」（1991年） - 亀田みよ 役

読売テレビ
- 花いちばん（1986年） - 佐原せき 役
- いのち草（1990年）
- 失楽園（1997年） - 江藤邦子 役

東海テレビ
- 乱れる（1965年 - 1966年）
- 乱れそめにし（1970年）
- その時がきた（1972年）
- テネシーワルツ（1974年）
- 嵐の庭（1976年）
- 砂の城（1997年） - 磐城彩 役

北海道放送
- あぁ!新世界（1975年2月2日） - 河西洋子 役
- 春のささやき（1980年） - 中島玲子 役

中部日本放送
- 東芝日曜劇場「父と子たち 再婚」（1965年）

RKB毎日放送
- 近鉄金曜劇場「青銅の基督」（1964年）

WOWOW
- 祖国（2005年） - 守谷セキ 役

### チャリティ
- かたつむり大作戦（1984年 - 2005年、KBS京都） - ラテソン（ラジオとテレビによる長時間番組）※長門裕之と長年に渡りパーソナリティーを務めた

### バラエティ
- 東芝ファミリーホール特ダネ登場!?（日本テレビ）
- ジェスチャー（NHK総合）
- ミュージックフェア（フジテレビ） - 司会
- クイズダービー（TBS） - 4代目2枠レギュラー
- クイズ!年の差なんて（フジテレビ） - アダルトチーム回答者
- お昼の独占!女の60分（テレビ朝日）

### CM
- カルピス - 夫の長門と共演[20]
- 西宮酒造（現・日本盛）清酒日本盛ホームボトル - 夫の長門と共演
- 東京芝浦電気（現・東芝）東芝電子毛布「やすらぎ」 - 夫の長門と共演
- はごろも缶詰（現・はごろもフーズ）シーチキン - 夫の長門らと共演
- サンスター歯磨（現・サンスター）ソルトサンスター（現在は販売終了） - 夫の長門と共演
- 武田薬品工業 だしづくり - 夫の長門と共演
- 日本シルバーマグ ハイール
- シャープ シャープテレビデオ - 夫の長門と共演
- 吉運堂 - 夫の長門と共演。新潟ローカル
- 興和 キューピーコーワゴールド - 夫の長門と共演。最後のCM出演作となった。
- 森永製菓 森永ビスケット（クララシリーズ） - 夫の長門のほか、遥くららと共演
- 服部家具（のち、自己破産） - 中京広域圏ローカルCM
- 雪印乳業（現：雪印メグミルク）ネオソフトマーガリン
- 岩崎通信機 ホームテレフォン - 夫の長門とホームテレフォン内の会話での出演